# Emmanuel Amunike
Emmanuel Amuneke (* 25. prosince 1970, Eze Obodo) je bývalý nigerijský fotbalista, záložník.

## Kariéra
S nigerijskou fotbalovou reprezentací vyhrál v roce 1994 mistrovství Afriky (Africký pohár národů), o šest let později na tomto turnaji získal stříbrnou medaili. Roku 1996 s Nigérií vyhrál turnaj na olympijských hrách v Atlantě. Zúčastnil se mistrovství světa 1994. Za Nigérii odehrál 27 mezistátních zápasů a vstřelil v nich 9 gólů. Roku 1994 byl v anketě Africké fotbalové asociace vyhlášen nejlepším fotbalistou Afriky, roku 1996 se mu stejného titulu dostalo v konkurenční anketě BBC. S FC Barcelona se stal dvakrát mistrem Španělska (97/98, 98/99) a dvakrát získal španělský pohár (96/97, 97/98). Se Sportingem Lisabon získal pohár portugalský (94/95). Mistrem Nigérie se stal roku 1991 s klubem Julius Berger Lagos.